# روون شرودر
روون شرودر (انگلیسی: Rouven Schröder؛ زادهٔ ۱۸ اکتبر ۱۹۷۵) بازیکن فوتبال اهل آلمان است.
از باشگاه‌هایی که در آن بازی کرده‌است می‌توان به باشگاه فوتبال دویسبورگ و باشگاه فوتبال بوخوم اشاره کرد.